# Burgers' Mangrove
Burgers' Mangrove is een hal die is ingericht als tropisch vloedbos (eco-display genoemd) in Burgers' Zoo in Arnhem, Gelderland. Zo'n mangrovebos wordt bij hoogwater gedeeltelijk overspoeld met zeewater. Bij laagwater is vooral een met bomen en struiken begroeide moddervlakte zichtbaar.

## Constructie
De hal van de 1e Burgers' Mangrove (50 bij 20 meter) werd in eerste instantie gebouwd als proefhal voor Burgers' Bush. Ter voorbereiding op de uitbreiding van de dierentuin werd in 1980 een proefhal gebouwd naar ontwerp van de Duitse ingenieur Vogler. Hij bedacht een dakconstructie met grote kunststofkussens van drie bij zes meter. Het voordeel van deze kussens is dat ze licht zijn, warmte-isolerend en lichtdoorlatend.

## Het Mangrovebos
Na de opening van Burgers' Bush werd de hal omgebouwd tot mangrovehal. Sinds enkele jaren wordt de hal als het derde "eco-display" van Burgers' Zoo beschouwd en draagt het de naam Burgers' Mangrove. De modder die gebruikt is in Burgers' Mangrove komt uit een uiterwaard bij Rhenen. In deze modder leven kleine diertjes zoals wormen en slakken. Ook leven hierin micro-organismen en wieren. Ze fungeren als voedsel voor de krabben en slijkspringers (vissen die buiten het water kunnen overleven). Ook de Aziatische schuttersvis behoort tot de waterbewoners. Deze vis schiet met waterdruppels insecten van takken en eet ze vervolgens op. Inmiddels herbergt Burgers' Mangrove de grootste collectie mangroveplanten van Europa.
De hal is voor sommige wetenschappers interessant als onderzoeksomgeving. Er zijn verschillende proeven gedaan die in de vrije natuur moeilijk uit te voeren zijn.

## Oude hal
Het oude mangrovegebouw is in mei 2017 afgebroken.
Enkele diersoorten in de oude Mangrove waren:
- Schuttersvis (Copsychus malabaricus)
- Mangrovereiger (Butorides striata)
- Woudaap (Ixobrychus minutus)
- Ambonese zeilhagedis (Hydrosaurus amboinensis)
- Witoorkatvogel (Ailuroedus buccoides)
- Australische dwergaalscholver (Microcarbo melanoleucos)
- Radjah-eend (Radjah radjah)
- Borneose rivierschildpad (Orlitia borneensis)
- Soembawalijster (Geokichla dohertyi)
- Wompoejufferduif (Ptilinopus magnificus)
- Macquarischildpad (Emydura macquarii)
- Afrikaanse slangenhalsvogel (Anhinga rufa)

## Nieuwe hal

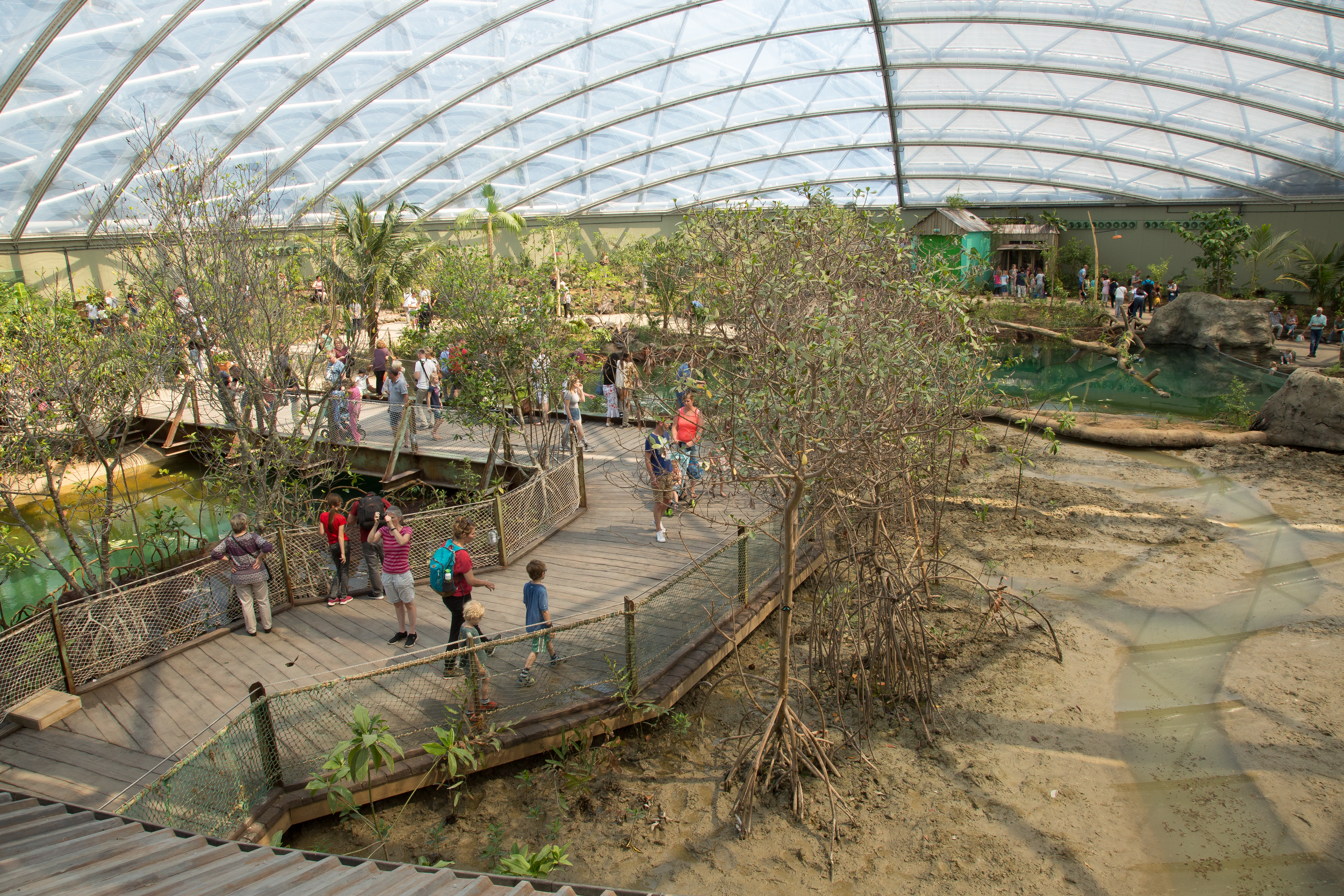
Overzicht van de nog heel erg nieuwe Mangrovehal in 2017

Sinds 13 juli 2017 is een nieuwe mangrovehal geopend ter grootte van 3000 vierkante meter. Deze is gebaseerd op het mangrovebos in Belize. Het is de grootste overdekte mangrove ter wereld.
Te zien in de Mangrove zijn:
- Een bassin met Caribische lamantijnen, Atractosteus tropicus, Paraneetroplus synspilus, Herichthys carpintis, Cichlasoma salvini, Vuurkeelcichlides, Cichlasoma pearsei, Cryptoheros spilurus, Astyanax fasciatus, Poecilia salvatoris, Mexicaanse tetra's en Petenia splendida.
- Een moddervlakte met zoute kreken en poeltjes met eb en vloed, waarin Uca (Minuca) rapax, Uca (Uca) tangeri, Atlantische degenkrabben, Caribische doktersvissen, Gambusia yucatana, Poecilia salvatoris, Poecilia orri, Kryptolebias marmoratus en mangrovekwallen leven.
- Losvliegende vogels: witvleugeltreurduiven, blauwe suikervogels, jacarinagorssen, indigogorssen, rode kardinalen, Blauwe grondduiven, Kuifbobwhites en violette organisten
- Loslopende reptielen: Basiliscus vittatus, Anolis allisoni en witkeeldaggekko's
- Vlinders: Caligo, Greta oto, Heliconius doris, Phoebis philea, Morpho menelaus, Colobura dirce, zebravlinders, Hypna clytemnestra, Papilio thoas, malachietvlinders, Catonephele numilia, Parides iphidamas, Hamadryas amphinome en Archaeoprepona demophon
- Andere ongewervelden: Anadenobolus monilicornis (Miljoenpoot)